# Johann Joseph Schmeller
Johann Joseph Schmeller (* 12. Juli 1794 in Großobringen; † 1. Oktober 1841 in Weimar) war ein deutscher Maler. Er gilt als der Hausmaler Goethes.

## Leben
Johann Joseph Schmeller ist der mittlere Sohn von fünf Kindern des Johann Michael Schmeller (* 1773 Großobringen; † 1850 ebenda), Dienstknecht in der Forstverwaltung Ettersburg, und dessen erster Frau Dorothea Eva Böhmel (1766–1814) aus Buchfart. Der Vater heiratet 1815 Maria Dorothea Hofmann. Aus dieser Ehe geht ein Sohn hervor. Die Familie lebt in bescheidenen Verhältnissen.
Johann Joseph besucht die Dorfschule in Großobringen. Aufgrund seiner guten Lese- und Schreibkenntnisse will ihn sein Vater 1807 nach Weimar auf das Gymnasium schicken. Während der Napoleonischen Kriege erlässt Herzog Carl August von Sachsen-Weimar-Eisenach einen Aufruf zur Bildung eines Freiwilligen-Corps, dem sich sofort auch Johann Joseph anschließt. Hier lernt er auch Ferdinand Jagemann kennen, den späteren Direktor des Freien Zeicheninstituts, dessen Zeichnungen die Vorlage für die Uniformen liefern.
Der Verleger Friedrich Justin Bertuch gründet 1775 das Zeicheninstitut. Jagemann nimmt Schmeller in sein Zeicheninstitut auf und unterstützt ihn finanziell. Schmeller arbeitet nach 1815 zunächst als Hilfslehrer. Jagemann schlägt ihm ein wissenschaftliches Studium an einer Akademie vor. Anfang 1818 wendet sich Schmeller direkt an Goethe und bittet ihn um finanzielle Unterstützung. Dieser nutzt den Bau des chinesischen Pavillons neben der Orangerie als Test für Schmeller, der den Auftrag erhält, die Wandgemälde von Adam Friedrich Oeser in den Botanischen Gewächshäusern zu restaurieren. Schmeller führt die Arbeiten bis Mitte April 1820 mit Erfolg durch.
Am 9. Januar 1820 stirbt Ferdinand Jagemann unerwartet und damit verliert Schmeller seinen Lehrer, Gönner und Freund. Trotzdem wird er im November zum Kunststudium nach Antwerpen geschickt. Leiter der Akademie ist der Historien- und Portraitmaler, Radierer und Lithograf Mathieu Ignace van Brée. In dieser Zeit entstehen z. B. die Ölgemälde »Bildnis eines holländischen Offiziers« und »Apostel Paulus«. Mit einigen Kopien niederländischer Meister in Öl und einer Menge an Kreidezeichnungen nach Antiken-Abbildungen und Naturgegenständen im Reisegepäck verlässt Schmeller Antwerpen und trifft am 18. Dezember 1823 wieder in Weimar ein. In einem »Berichtsgespräch« nach Weihnachten 1823 bei Goethe äußert Schmeller den Wunsch, wieder als Lehrer im Zeicheninstitut arbeiten zu wollen. Als Lehrer werden ihm die Klassen zwei und drei zugewiesen, die 1827 aus mindestens 50 Knaben und Mädchen je Klasse bestehen.
Herzog Carl August hatte in Merseburg ein Gemälde von Albrecht Dürer gesehen: »Kreuzigung Christi« und Goethe aufgefordert, einen Maler für eine Kopie zu benennen. Das Vorhaben ist nach Meinung Goethes sehr kostenintensiv, der Herzog besteht aber darauf. Am 8. Mai 1827 macht sich Schmeller auf nach Merseburg, um das Objekt der Begierde zu inspizieren. Da es an Leinwand fehlt, nutzt Schmeller die Zeit für Vorarbeiten und Übungen vor Ort in der Manier Albrecht Dürers und kehrt am 19. Mai überraschenderweise nach Weimar zurück. Am 21. August 1827 meldet Schmeller Vollzug und das Gemälde kommt im September zu einer der vielen Weimarer Kunstausstellungen, an denen er öfter mit eigenen Arbeiten teilgenommen hat. Immer mehr Aufträge für Porträts kann Schmeller entgegennehmen und seine Kreidezeichnungen finden Gefallen beim Weimarer Bürgertum.
Mit dem Tod des Großherzogs 1828 verliert Schmeller seinen größten Auftraggeber. An der Fertigstellung des neuen Flügels des Residenzschlosses Weimar 1835 und an seiner Ausgestaltung beteiligen sich namhafte Künstler wie Friedrich Preller, Bernhard Neher, Gustav Jäger, Adolph Kaiser u. v. a. Schmeller kann einige seiner Gemälde dem Großherzoglichen Museum verkaufen. Der Mediziner und Maler Carl Gustav Carus hält sich in Weimar auf und wahrscheinlich durch ihn bekommt Schmeller den Auftrag, für den Kongress der »Gesellschaft der Naturforscher und Ärzte Deutschlands« zu arbeiten. Dazu reist er 1836 nach Jena. Hier stellt er seine Zeichenfertigkeiten unter Beweis und schafft Porträts z. B. von Christian Ehrenberg und Hinrich Lichtenstein, Heinrich Göppert, Adolph Otto, Johann Heinrich von Mädler und Joseph Johann von Littrow. Zuvor, 1834, restauriert Schmeller zwei Plafonds für das Schloss Kromsdorf.
Zwischen 1837 und 1840 werden Verhandlungen zur Weiterführung des Zeicheninstitutes als Teil des Lehrerseminars geführt, in deren Ergebnis die Mittel gestrichen werden. Schmeller sollte einer der Lehrer werden. Seit dem Reformationsjubiläum 1817 hat Schmeller der Heimatkirche in Großobringen einige seiner Bilder geschenkt und führt das Malen christlicher Motive fort.

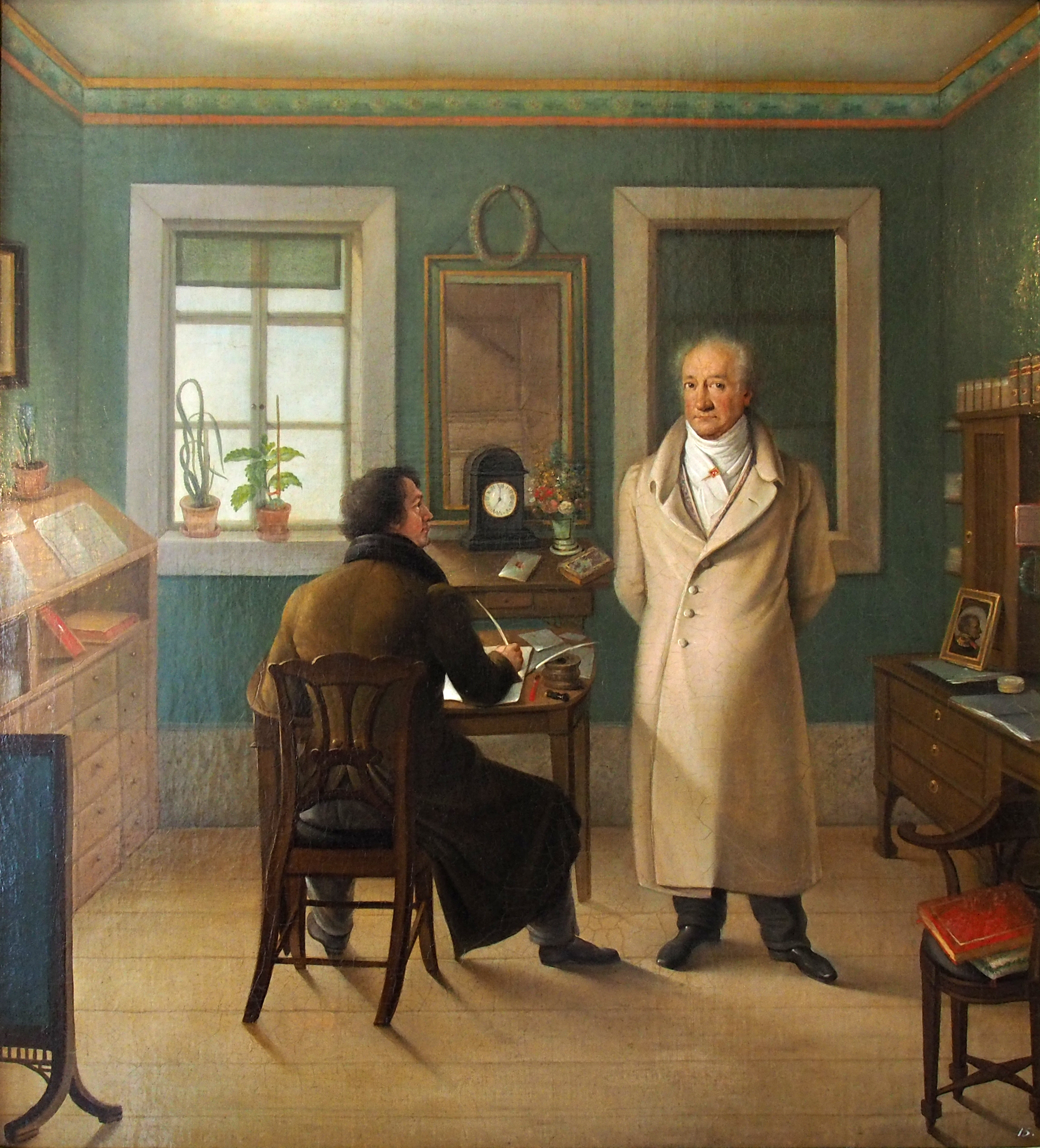
Goethe diktiert in seinem Arbeitszimmer dem Schreiber John. Ölgemälde von Johann Joseph Schmeller, 1834

Sein Grab befindet sich auf dem Historischen Friedhof Weimar.

## Werk
Das bekannte Gemälde, auf dem Goethe seinem Schreiber John einen Text diktiert, befindet sich nicht, wie man denken könnte, in Goethes Wohnhaus oder dem Goethe-Nationalmuseum am Weimarer Frauenplan: Es befindet sich in der Anna-Amalia-Bibliothek in Weimar. Da auch das goethesche Wohnhaus manche Umgestaltungen erfuhr, die nach seinem Tode vorgenommen wurden, so besitzt dieses Bild zugleich den Wert eines Dokumentes einer zeitgenössischen Innenansicht des goetheschen Hauses. Goethe muss Schmeller als Maler und Zeichner sehr geschätzt haben, denn er ließ sich durch ihn häufig abbilden. Er hat ihn als Porträtmaler sogar Peter von Cornelius vorgezogen, was sicher nicht nur an ihrer Freundschaft lag, wie er in einem Brief an Sulpiz Boisserée äußerte. Goethe ist indes nicht der einzige von Schmeller porträtierte Dichter: Etwa 150 (von insgesamt ca. 180) Porträts von Dichtern befinden sich im Goethe-Nationalmuseum.
Seine Sammlung gibt einen wesentlichen Einblick in die Welt der Weimarer Klassik, insbesondere die Gesellschaft der Dichter. Es gibt aus unmittelbarer Umgebung Goethes von Schmeller geschaffene Porträts u. a. von Johann Peter Eckermann, Friedrich Wilhelm Riemer, Carl Friedrich Ernst Frommann. Weitere Porträts Schmellers zeigen Zeitgenossen wie z. B. von Franz Grillparzer, Adam Mickiewicz, Alexander von Humboldt bzw. dessen Bruder Wilhelm von Humboldt, Christian Daniel Rauch, Sulpiz Boisserée und schließlich Jacques-Louis David.

## Nachkommen
Am 2. Oktober 1827 heiratet Johann Joseph Schmeller Maria Christiane Henriette Wilhelmine, geboren am 24. Mai 1803 in Großvargula. Sie ist die jüngste Tochter des Justizamtmannes Anton Apell (1756–1823) aus Bad Berka und dessen Frau Barbara Elisabeth Eckard (1768–1817). 1832 erwirbt das Ehepaar Schmeller ein Haus am Unteren Graben in Weimar.
Aus der Ehe gehen vier Kinder hervor:

Heinrich Wilhelm Julius (*/† 1829)

Carl Louis Wilhelm Robert (1831–1899), Postbeamter

Theodor Louis Hermann (1832–1904), Mediziner

Albine Henriette Melanie (1835–1910), verheiratet mit Carl Franz Conrad (1839–1889)
Johann Joseph Schmeller verstirbt am 30. September 1841 in Weimar an einer Leberentzündung. Er wird an der östlichen Mauer des historischen Friedhofs in Weimar beigesetzt. Seine Frau Christiane lebt ab ca. 1860 in Gotha. Nach ihrem Tod wird sie nach Weimar überführt und neben ihrem Ehemann beerdigt.